# Tentative de coup d'État de 2011 en république démocratique du Congo
La tentative de coup d’État du 27 février 2011 est un putsch présumé et raté en république démocratique du Congo contre le président de la République Joseph Kabila.

## Déroulement
Le 27 février 2011, deux groupes comptant une centaine d’hommes habillés en tenue civile venant, selon une source de l’ONU sur place de Brazzaville, lourdement armés et non identifiés attaquent entre 13h00 et 13h30, heure locale, la résidence de Gombe (au lieu-dit GLM) du président de la République, Joseph Kabila, et le camp militaire logistique de Kokolo.
Selon des sources anonymes, les assaillants sont arrivés par le flanc du Grand hôtel de Kinshasa, ont franchi une première barrière au niveau du Centre de commerce international du Congo (CCIC), avant d’être stoppés à une deuxième barrière devant l’immeuble GLM.
Après environ 15 minutes, ils sont repoussés par la garde républicaine des forces armées de la république démocratique du Congo ; sept d’entre eux sont tués et seize sont faits prisonniers,.
Joseph Kabila avait quitté les lieux vers 12h00 ; il est aperçu en inspection sur le boulevard du 30 juin au moment de l’attaque.
En fuite, certains assaillants tirent des coups de feu sur l’avenue des Forces armées au niveau du camp Kokolo, causant la panique dans des communes voisines comme Bandalungwa, Ngiri-Ngiri, Kintambo et Lingwala,. Des sources signalent cinq militaires tués lors de l'assaut sur le camp de Kokolo.
À 16h00, le ministre de la Communication, Lambert Mende, annonce, en français et en lingala, à la Radio-Télévision nationale congolaise, interrompant  la diffusion du match AS Vita Club–Zanzibar Ocean View (en), que la situation est sous contrôle et que les institutions en place fonctionnent normalement,.
Le 2 mars, le ministre Mende qualifie les attaques d’« action de terrorisme primaire » et confirme que près de 60 des assaillants sont entre les mains des services spécialisés auxiliaires de la justice et sont interrogés.
Le 3 mars, l’inspection générale de la police de Kinshasa présente à la presse 126 personnes suspectées d’avoir participé aux attaques de la résidence du président et du camp Kokolo. La police présente aussi les effets des assaillants : quatre lance-roquettes, une mitrailleuse, dix fusils AK-47, des machettes, deux véhicules mais aussi des effets incantatoires ou fétiches tels que des feuilles de raphia. De plus le bilan humain est ajusté à 19 morts (11 assaillants et 8 militaires des FARDC).

## Réactions
Le 9 mars 2011, l’ONG la Voix des sans-voix (VSV) se dit préoccupée par le déroulement de l’enquête et affirme que des innocents ont été interpellés et certains torturés. Selon la VSV, deux jeunes étudiants, Rabbi et Tito Karawa, auraient été interpellés, à leur domicile de Ndjili, par neuf personnes en tenue civile vers 13 h le 2 mars, et auraient été victimes d’actes de torture. En réponse à cette réaction de la VSV, le ministre Lambert Mende a déclaré que l’affaire suit son cours normal, laissant à la justice le soin de déclarer qui est coupable ou innocent, et que les actes de torture sont illégaux, invitant toute victime à s’en rapporter à la justice.